# 榛名富士新司
榛名富士 新司（はるなふじ しんじ、1959年2月3日 - ）は、群馬県沼田市出身で大鵬部屋（入門時は二所ノ関部屋）所属の昭和時代に活躍した元大相撲力士。本名は飯島 新一（いいじま しんいち）。身長180cm、体重162kg。最高位は東十両2枚目（1985年9月場所）。得意技は左四つ、寄り。

## 来歴
子供の時から体が大きく周囲から「力士になる」と言われ続けており、自分も力士になりたいと思ったので二所ノ関部屋に入門し、入門するにあたって江東区立深川第二中学校に転校して通学しながら初土俵を踏んだ。当初は横綱・大鵬の内弟子として入門した。初土俵はその大鵬が引退した1971年5月場所であった。
1971年11月場所に大鵬が二所ノ関部屋から独立、大鵬部屋を興した際に移籍した。榛名富士は純粋に大鵬に育てられた力士であると同時に、また、中学生の入門が許可されていた最後の時期に在籍し、その中で最年少であったので、最後まで中学生の特別待遇（出場は東京場所の日曜3日間のみ）を受けていた1人でもあった。
1982年1月場所、同門の草竹とともに十両に同時昇進。榛名富士は9勝6敗と勝ち越し、草竹は5勝10敗と負け越しと明暗を分けた。草竹は十両に在位したのはこの1場所のみだったが、榛名富士は次の場所も8勝7敗と勝ち越した。しかし、その後は3場所連続で負け越して1982年11月場所に幕下に陥落。しばらくは十両と幕下を往復する日々が続いた。
1985年に入ると復調し、
1985年7月場所では西十両6枚目で10勝5敗と二桁勝利、榛名富士・三杉磯・益荒雄の三者巴戦による十両優勝決定戦に出場したが、惜しくも敗れて優勝を飾ることは出来なかった（この時の十両優勝は益荒雄）。1986年3月場所は3勝12敗と大きく負け越して再び幕下に陥落。それ以降も幕下で相撲をとったが、1987年1月場所後に廃業し、相撲界を去った。

## 略歴
- 1971年5月場所、初土俵。
- 1982年1月場所、新十両に昇進。9勝6敗と勝ち越し。
- 1985年7月場所、西十両6枚目で10勝5敗の優勝同点。
- 1985年9月場所、東十両2枚目で新入幕のチャンスだったが6勝9敗と負け越し。
- 1986年3月場所、東十両9枚目で3勝12敗と大負け。幕下に陥落。
- 1987年1月場所、西幕下19枚目で2勝5敗と負け越し、27歳で廃業。

## 主な成績
- 通算成績：316勝268敗  勝率.541
- 十両成績：94勝116敗  勝率.448
- 現役在位：95場所
- 十両在位：14場所
- 各段優勝
  - 幕下優勝：1回（1984年9月場所）

### 場所別成績
| | 一月場所 初場所（東京） | 三月場所 春場所（大阪） | 五月場所 夏場所（東京） | 七月場所 名古屋場所（愛知） | 九月場所 秋場所（東京） | 十一月場所 九州場所（福岡） |
| --- | ----------------------- | ----------------------- | ----------------------- | --------------------------- | ----------------------- | --------------------------- |
| 1971年 （昭和46年） | x                       | x                       | （前相撲）              | 東序ノ口12枚目 3–4          | 東序二段100枚目 3–4     | 東序二段91枚目 1–3          |
| 1972年 （昭和47年） | 西序二段101枚目 2–1     | 西序二段64枚目 0–0      | 西序二段64枚目 2–1      | 東序二段36枚目 0–0          | 東序二段35枚目 2–1      | 東序二段20枚目 0–0          |
| 1973年 （昭和48年） | 東序二段20枚目 1–2      | 西序二段29枚目 0–0      | 東序二段29枚目 1–2      | 西序二段42枚目 0–0          | 西序二段42枚目 3–0      | 東序二段9枚目 0–0           |
| 1974年 （昭和49年） | 東序二段9枚目 2–1       | 西三段目70枚目 1–6      | 東序二段24枚目 6–1      | 西三段目64枚目 2–5          | 東序二段4枚目 6–1       | 東三段目42枚目 5–2          |
| 1975年 （昭和50年） | 東三段目18枚目 2–5      | 西三段目37枚目 3–4      | 西三段目47枚目 1–6      | 東三段目75枚目 5–2          | 東三段目49枚目 3–4      | 東三段目63枚目 6–1          |
| 1976年 （昭和51年） | 西三段目22枚目 3–4      | 東三段目32枚目 5–2      | 東三段目9枚目 4–3       | 東幕下59枚目 4–3            | 西幕下49枚目 5–2        | 西幕下26枚目 2–5            |
| 1977年 （昭和52年） | 東幕下48枚目 2–5        | 西三段目9枚目 5–2       | 東幕下43枚目 5–2        | 東幕下24枚目 3–4            | 東幕下31枚目 4–3        | 西幕下22枚目 5–2            |
| 1978年 （昭和53年） | 東幕下12枚目 3–4        | 西幕下18枚目 2–5        | 西幕下36枚目 6–1        | 東幕下13枚目 2–5            | 西幕下32枚目 4–3        | 西幕下24枚目 4–3            |
| 1979年 （昭和54年） | 西幕下18枚目 3–4        | 東幕下26枚目 4–3        | 西幕下19枚目 3–4        | 西幕下27枚目 3–4            | 東幕下36枚目 2–5        | 東三段目2枚目 6–1           |
| 1980年 （昭和55年） | 東幕下32枚目 4–3        | 東幕下26枚目 4–3        | 東幕下21枚目 3–4        | 東幕下28枚目 4–3            | 東幕下19枚目 6–1        | 西幕下4枚目 2–5             |
| 1981年 （昭和56年） | 東幕下15枚目 4–3        | 東幕下11枚目 4–3        | 東幕下5枚目 1–6         | 東幕下22枚目 5–2            | 東幕下12枚目 5–2        | 西幕下3枚目 6–1             |
| 1982年 （昭和57年） | 東十両10枚目 9–6        | 東十両6枚目 8–7         | 西十両3枚目 5–10        | 西十両6枚目 6–9             | 西十両9枚目 5–10        | 東幕下3枚目 6–1             |
| 1983年 （昭和58年） | 西十両11枚目 5–10       | 西幕下5枚目 3–4         | 東幕下12枚目 2–5        | 東幕下30枚目 5–2            | 東幕下18枚目 3–4        | 東幕下26枚目 5–2            |
| 1984年 （昭和59年） | 東幕下13枚目 4–3        | 西幕下10枚目 3–4        | 東幕下19枚目 5–2        | 東幕下7枚目 3–4             | 西幕下13枚目 優勝 7–0   | 東十両12枚目 5–10           |
| 1985年 （昭和60年） | 西幕下3枚目 4–3         | 東十両13枚目 9–6        | 東十両9枚目 8–7         | 西十両6枚目 10–5            | 東十両2枚目 6–9         | 西十両7枚目 8–7             |
| 1986年 （昭和61年） | 西十両6枚目 7–8         | 東十両9枚目 3–12        | 東幕下6枚目 4–3         | 東幕下4枚目 3–4             | 東幕下8枚目 3–4         | 東幕下13枚目 3–4            |
| 1987年 （昭和62年） | 西幕下19枚目 引退 2–5–0 | x                       | x                       | x                           | x                       | x                           |
| 各欄の数字は、「勝ち-負け-休場」を示す。 優勝 引退 休場 十両 幕下 三賞：敢=敢闘賞、殊=殊勲賞、技=技能賞 その他：★=金星 番付階級：幕内 - 十両 - 幕下 - 三段目 - 序二段 - 序ノ口 幕内序列：横綱 - 大関 - 関脇 - 小結 - 前頭（「#数字」は各位内の序列） |                         |                         |                         |                             |                         |                             |

## 改名歴
- 飯島（いいじま）1971年5月場所 - 1978年11月場所
- 榛名富士 新司（はるなふじ しんじ）1979年1月場所 - 1987年1月場所